# Semněvice
Semněvice (en allemand : Hochsemlowitz) est une commune du district de Domažlice, dans la région de Plzeň, en République tchèque. Sa population s'élevait à 212 habitants en 2017.

## Géographie
Semněvice se trouve à 18 km au nord de Domažlice, à 36 km à l'ouest-sud-ouest de Plzeň et à 121 km à l'ouest-sud-ouest de Prague.
La commune est limitée par Mezholezy u Horšovského Týna au nord, par Velký Malahov à l'est, par Černovice et Bukovec au sud-est, par Horšovský Týn au sud, et par Mířkov à l'ouest.

## Histoire
La première mention écrite de la localité date de 1264.

## Administration
La commune se compose de trois quartiers :
- Pocinovice
- Semněvice
- Šlovice